# Trichochrysea trapezicollis
Trichochrysea trapezicollis es una especie de insecto coleóptero de la familia Chrysomelidae.
Fue descrita científicamente en 1999 por Medvedev & Eroshkina.